# Dzinara Alimbekava
Dzinara Alimbekava (Wit-Russisch: Дзінара Талгатаўна Алімбекава)  (Abay, 5 januari 1996) is een Wit-Russisch biatlete.
Alimbekava werd geboren in Kazachstan, als dochter van een Kazachse vader en een Wit-Russische moeder. Toen ze drie jaar oud was, verhuisde haar familie naar Wit-Rusland

## Carrière
Alimbekava deed in 2011 voor het eerst mee aan een junioren-wk in Nové Město. In 2014 won ze met haar ploeggenoten de gouden medaille bij de estafette op het junioren-wk in eigen land. Haar eerste wereldbekerwedstrijd skiede zij in januari 2016 in het Italiaanse Antholz. In 2018 werd Alimbekava geselecteerd om met de Wit-Russische ploeg deel te nemen aan de Olympische Winterspelen in Pyeongchang. Daar wist zij samen met Nadezjda Skardino, Iryna Krjoeko en Darja Domratsjeva de Olympische titel te behalen op de 4×6 km estafette.
Op 11 december 2020 boekte ze in Hochfilzen op de sprint haar eerste wereldbekerzege. Ze eindigde het seizoen als 7e in het algemene wereldbekerklassement en won de trofee voor best biatlete onder de 25 jaar.

## Belangrijkste resultaten

### Wereldkampioenschappen
| Jaar | Plaats    | Onderdeel   | Onderdeel | Onderdeel     | Onderdeel  | Onderdeel | Onderdeel          | Onderdeel                 |
| Jaar | Plaats    | Individueel | Sprint    | Achtervolging | Massastart | Estafette | Gemengde estafette | Single gemengde estafette |
| ---- | --------- | ----------- | --------- | ------------- | ---------- | --------- | ------------------ | ------------------------- |
| 2019 | Östersund | 85e         | 13e       | 35e           | —          | 11e       | —                  | —                         |
| 2020 | Antholz   | —           | 72e       | —             | —          | 13e       | —                  | —                         |
| 2021 | Pokljuka  | 17e         | 40e       | 21e           | 26e        | 4e        | 14e                | —                         |

### Olympische Winterspelen
| Jaar | Plaats      | Onderdeel   | Onderdeel | Onderdeel     | Onderdeel  | Onderdeel | Onderdeel          |
| Jaar | Plaats      | Individueel | Sprint    | Achtervolging | Massastart | Estafette | Gemengde estafette |
| ---- | ----------- | ----------- | --------- | ------------- | ---------- | --------- | ------------------ |
| 2018 | Pyeongchang | 56e         | —         | —             | —          | Goud      | —                  |

Wereldbekerzeges
| Nr. | Datum            | Plaats     | Onderdeel     |
| --- | ---------------- | ---------- | ------------- |
| 1.  | 11 december 2020 | Hochfilzen | 7,5 km sprint |